# 平单梳螨属
平单梳螨属（学名：Acaropsella）为肉食螨科的一个属。

## 下级分类
本属包括以下物种：
- Acaropsella konoi Tseng, 1977
- 南昌平单梳螨 Acaropsella nanchangensis